# Maduvinahalli, Nanjangud
Maduvinahalli là một làng thuộc tehsil Nanjangud, huyện Mysore, bang Karnataka, Ấn Độ.